# Воздушный змей (фильм, 2003)
Воздушный змей (фр. Le Cerf-volant, араб. طيّارة من ورق‎) — ливанский фильм 2003 года режиссёра Ранды Чахал Сабаг. В нём рассказывается о 16-летней ливанской девушке, влюбившейся в израильского солдата, но она вынуждена выйти замуж за своего кузена.
Воздушный змей стал наиболее успешным фильмом Сабаг у критиков и в коммерческом отношении; Сабаг умерла в 2008 году

## Сюжет
Действие фильма происходит в ливанской деревне Дейр-Мимас возле границы временно оккупированных Израилем территорий. 16-летняя ливанская девушка Ламия (Флавия Бехара) живёт здесь со своей семьёй, её родственники обещают отдать её в жёны кузену Сами (Эдмонд Хаддад), живущего на израильской стороне. Из-за невозможности пересекать границу и минные ограждения, родственники с обеих сторон общаются через мегафоны, так израильский солдат Юсеф (Мехер Бсайбес), несущий службу на пограничной вышке, узнаёт многое о Ламии, которая кроме того часто запускает вместе со своим младшим братом воздушного змея совсем рядом с границей. Наблюдая друг за другом лишь на отдалении, они влюбляются друг в другу.
Самая концовка фильма выглядит сюрреалистической, а потому может трактоваться по-разному.

## В ролях
- Флавия Бехара — Ламия
- Мехер Бсайбес — Юсеф
- Эдмонд Хаддад — Сами
- Ранда Азмар — Амира
- Рени Дик — Мабрук
- Джулия Кассар[англ.] — Джамиле
- Лилиан Немри[англ.] — Ширин
- Зиад Рахбани — Зиад
- Алия Немри — Зальфа

## Награды и номинации
- Global Lens (Global Film Initiative), Нью-Йорк, 2008[2]
- Prix de la bande Sonore, Бастия, 2004
- Prix de TV5, Бельгия, 2004
- Серебряный лев - Специальный приз жюри, 60-й Венецианский кинофестиваль, 2003
- Prix de la Lanterne Magique, 60-й Венецианский кинофестиваль, 2003
- Prix de la paix- Gillo Pontecorvo, 60-й Венецианский кинофестиваль, 2003
- Prix international de la musique et du film, Осер, 2003